# تشاي سو بين
تشاي سو بين (هانغل: 배수빈) ممثلة كورية جنوبية ولدت يوم 10 تموز 1994 في أنيانج، غيونغي.

## أعمالها

### مسلسلات
- اقوى رجل توصيل (2017)[5]
- المتمرد:اللص الذي سرق الناس (2017)[6]
- انا لست اليه (2017)[7]
- حيث تهبط النجوم (2018)[8]
- رجال الشرطة مبتدئين (2022)[9]
- عندما يرن الهاتف (2024)[10]

### أفلام
- القراصنة: الكنز الملكي الأخير (2022).[11]

### برامج
- الشباب إم تي[12]

## روابط خارجية
- تشاي سو بين على موقع IMDb (الإنجليزية)
- تشاي سو بين على موقع روتن توميتوز (الإنجليزية)
- تشاي سو بين على موقع قاعدة بيانات الفيلم (الإنجليزية)
- تشاي سو بين على موقع كينوبويسك (الروسية)